# Anna Chéri
Pour les articles homonymes, voir Lesueur et Chéri.
 (octobre 2019).
Si vous disposez d'ouvrages ou d'articles de référence ou si vous connaissez des sites web de qualité traitant du thème abordé ici, merci de compléter l'article en donnant les références utiles à sa vérifiabilité et en les liant à la section « Notes et références ».
Anna Chéri, dite Anna Chéri-Lesueur après son mariage, née Anne Cizos à Chartres le 25 mai 1826 et morte à Paris le 8 septembre 1912, est une actrice française.
Sœur de l'actrice Rose Chéri et du compositeur et chef d'orchestre Victor Chéri, elle a été l'épouse du comédien François-Louis Lesueur.

## Biographie
Anne Joséphine Cizos naît le 25 mai 1826 à Chartres. Elle est issue d’une longue famille d’artistes et d’acteurs : ses grands-pères, Thomas Cizos, dit Chéri, né vers 1760, et « Garcin père » ont fondé, en unissant leurs deux familles, une troupe lyrique et dramatique ambulante, appelée « Garcin Cizos », qui a parcouru les départements de l’Eure-et-Loir et du Loiret dans les années 1820. Cette troupe se signale partout par une tenue exemplaire et une allure des plus régulières. Ces mœurs irréprochables se retrouvent chez les deux sœurs Rose et Anna, qui sont toute leur vie des modèles de vertu et de piété.
Son père, Jean-Baptiste Chéri-Cizos, épouse une des filles Garcin, Sophie-Juliette, de même âge que lui. Ils ont deux filles et un garçon : Rose et Anna naissent au hasard des pérégrinations de la troupe, la première à Étampes en 1824, la cadette à Chartres en 1826 ; Victor, naît en 1830 à Auxerre.
Enfant de la balle, Anne Joséphine Cizos est très tôt familiarisée avec la scène. Avec sa sœur Rose, elle participe toute jeune aux spectacles et leur grand-père Garcin, excellent musicien, leur prodigue des leçons de chant et de piano. Rose se fait remarquer la première et obtient un engagement au théâtre du Gymnase en 1842.
Anna suit son aînée, obtenant comme elle un engagement au Gymnase, peu de temps après. Pendant trente ans, elle joue dans toutes les pièces, tenant longtemps les rôles de soubrette. On dit[Qui ?] que son physique ingrat a nui à sa carrière, bien qu'elle n'ait pas manqué de talent. François Buloz voulut l’engager avec sa sœur à la Comédie-Française, mais cela ne se fit pas, et elle était très appréciée de Scribe[pas clair]. Dès 1870, au départ de Mlle Mélanie, elle tient, alors qu'elle n’a que 44 ans, des rôles de duègne auxquels la destine son physique.
Le 22 janvier 1852, elle épouse à Paris le comédien François-Louis Lesueur. Elle joue dès lors sous le nom de Chéri-Lesueur. Le couple a deux filles.
Anna Chéri connaît de nombreux drames. En 1847, à l’annonce du projet de mariage de Rose avec Montigny, le directeur du Gymnase, son père Jean-Baptiste, frappé d’une brutale aliénation mentale, se jette par une fenêtre et meurt. En 1861, Rose est victime de son dévouement maternel : un de ses fils étant atteint d’une angine, elle le veille jour et nuit et succomba à une diphtérie à 37 ans, tandis que l'enfant est sauvé.
En 1876, son mari François-Louis Lesueur meurt à 55 ans, sans doute à la suite d'abus d’alcool. C’est vers cette même période qu'une de leurs filles succombe à l'âge de 20 ans. En 1878, son jeune neveu, celui qui avait été veillé avec dévouement par sa sœur, meurt après avoir été mordu par un chien enragé. En 1880, Montigny, à la fois son beau-frère et son directeur, mourut. En 1882, son frère, Victor, devenu compositeur puis chef d’orchestre, se suicide par pendaison.
À la mort de Montigny, Anna Chéri se retire du théâtre. Elle meurt en 1912, folle dit-on[Qui ?], sans doute accablée par cette succession de drames.
Anna Chéri est inhumée au cimetière de Montmartre, auprès de ses parents Jean-Baptiste Chéri-Cizos et Sophie Juliette Garcin, son époux François-Louis Lesueur, leurs enfants et le frère d'Anna, Victor, dont le nom n’apparaît toutefois pas dans la chapelle familiale (23e division, avenue des Carrières, 1re ligne).

## Théâtre
(liste non exhaustive)
- Térézine dans Irène, comédie-vaudeville en deux actes de Scribe et Lockroy le 2 février 1847 ;
- Jeanne Shoppen dans Une femme qui se jette par la fenêtre (triste rappel de la mort de son père), comédie-vaudeville en un acte de Scribe et de Lemoine, le 19 avril 1847 (un de ses trois meilleurs rôles selon Émile Abraham) ;
- Marguerite (une domestique) dans Un homme sanguin, comédie-vaudeville en un acte de Labiche et Auguste Lefranc le 15 août 1847 ;
- Mme Rose Dupiton dans L'Art de ne pas donner d'étrennes, à-propos-vaudeville en un acte de Labiche et Auguste Lefranc le 29 décembre 1847 ;
- Mme Moucheron dans À bas la famille ou les Banquets, à-propos campagnard en un acte de Labiche et Auguste Lefranc le 12 décembre 1848 ;
- dans le Pressoir, drame en trois actes de George Sand en 1853 (un de ses trois meilleurs rôles selon Émile Abraham) ;
- Lady Barbara dans Flaminio, comédie en trois actes de George Sand le 31 octobre 1854, où « elle eut tout le succès de la pièce » selon H. Lyonnet ;
- Constance (femme de Ratinois) dans La Poudre aux yeux comédie en deux actes de Labiche et Édouard Martin le 19 octobre 1861 ;
- 1862 mars - Le Pavé de George Sand, avec comme acteurs: Pierre-Chéri Lafont (1797-1873); Pierre Berton (1842-1912); Marie Delaporte (1838-1910); Anna Chéri-Lesueur (1826-1912);
- Mme Désarnaux dans Le Premier Pas, comédie en un acte de Labiche et Delacour le 15 mai 1862 ;
- Mme Pérugin dans Le Point de mire, comédie en 4 actes de Labiche et Delacour en décembre 1864 ;
- La mère Buisson dans Nos bons villageois, comédie de Victorien Sardou en 1866 ;
- Béatrix dans Les Grandes Demoiselles, comédie en un acte d’Edmond Gondinet le 10 mars 1868 ;
- La baronne dans Brûlons Voltaire !, comédie en un acte de Labiche et Louis Leroy le 7 mars 1874.